# Эрки Пехк
Эрки Пехк (эст. Erki Pehk; род. 1968) — эстонский дирижер, художественный руководитель международного фестиваля оперной музыки «PromFest» в Пярну (Эстония).

## Биография
Родился 23 марта 1968 года в городе Выру Эстонской ССР.
Окончил Эстонскую академию музыки в Таллине в 1993 году по классу фортепиано, хоровое дирижирование и дирижирование оркестром. Повышал свою квалификацию в Латвийской музыкальной академии и в Гильдхольдском музыкальном колледже Лондона (Guildhall School of Music and Drama). Принимал участие в мастер-классах Хироюки Иваки (Kirill Kondrashin Masterclass, 1990) и Джона Элиота Гардинера (Mozart Interpretation Courses, 1991).
17 лет (1994—2011) работал дирижёром Эстонской национальной оперы в Таллине, где провел более 700 спектаклей. Был музыкальным руководителем многих мюзиклов компании «Smithbridge Productions» (1998—2008).
В 2005 году Эрки Пехк назначен художественным руководителем международного фестиваля оперной музыки «PromFest» в Пярну (Эстония).
В качестве приглашенного гостя в сезоне 2010—2011 Эрки Пехк выступил с оперой Пуччини «Богема» в Национальном академическом театре оперы и балета Республики Беларусь.
В ноябре 2010 года дебютировал в Concertgebouw (Амстердам) с оперной студией Нидерландов.
С компанией International Opera Productions выступал в городах Бельгии, Люксембурга и Нидерландов, где дирижировал опереттами Штрауса «Летучая мышь» и Легара «Веселая вдова».
Сотрудничал с такими музыкантами как скрипачка Татьяна Гринденко, сопрано Барбара Хендрикс (Barbara Hendricks), контртенор Макс Эмануэль Ценчич (Max Emanuel Cencic), флейтистка Камилла Хойтенга (Camilla Hoitenga), трубач и композитор Маркус Штокхаузен (Markus Stockhausen).
В 2000 году основал свой оркестр в Таллине — «Оркестр XXI века». Этот коллектив исполняет в основном современный, но и классический репертуар эстонских и зарубежных композиторов.
С 2010 по 2017 год — первый приглашенный дирижёр Симфонического оркестра Национальной государственной телерадиокомпании Республики Беларусь.